# Johann Andreas Buchner

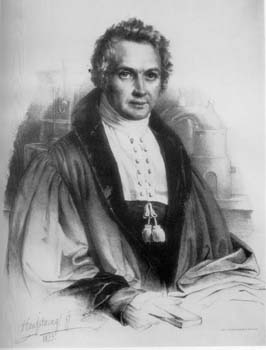
Johann Andreas Buchner

Johann Andreas Buchner (* 6. April 1783 in München; † 5. Juni 1852 ebenda) war ein deutscher pharmazeutischer Chemiker auf dem Gebiet der Alkaloide.

## Leben
Nach dem Gymnasialabschluss 1802 am (heutigen) Wilhelmsgymnasium München erlernte Buchner 1805 in Pfaffenhofen an der Ilm und später bei Johann Bartholomäus Trommsdorff in Erfurt den pharmazeutischen Beruf. Nachdem er 1807 zum Doktor der Philosophie promoviert wurde, verließ er Erfurt und kehrte nach München zurück. Dort wurde er 1809 Oberapotheker an der Zentral-Stiftungs-Apotheke für die Spitäler in München. Später wurde er Assessor beim Medizinalkomitee. 1818 wurde er Adjunkt und 1827 außerordentliches, 1844 ordentliches Mitglied der Akademie der Wissenschaften zu München. Die Universität Landshut ernannte ihn 1818 zum außerordentlichen Professor. Diese Universität wurde 1826 nach München verlegt und Buchner siedelte ebenfalls in seine alte Heimatstadt. In München lebte und arbeitete er bis zu seinem Tod. Im Jahr 1820 wurde er zum Mitglied der Leopoldina gewählt. Seit 1844 war er ordentliches Mitglied der Bayerischen Akademie der Wissenschaften. Er übernahm bis zu seinem Tod den Ehrenvorsitz des 1831 gegründeten Münchener Vereins studierender Pharmazeuten.
Johann Buchner starb 1852 im Alter von 69 Jahren.

## Grabstätte

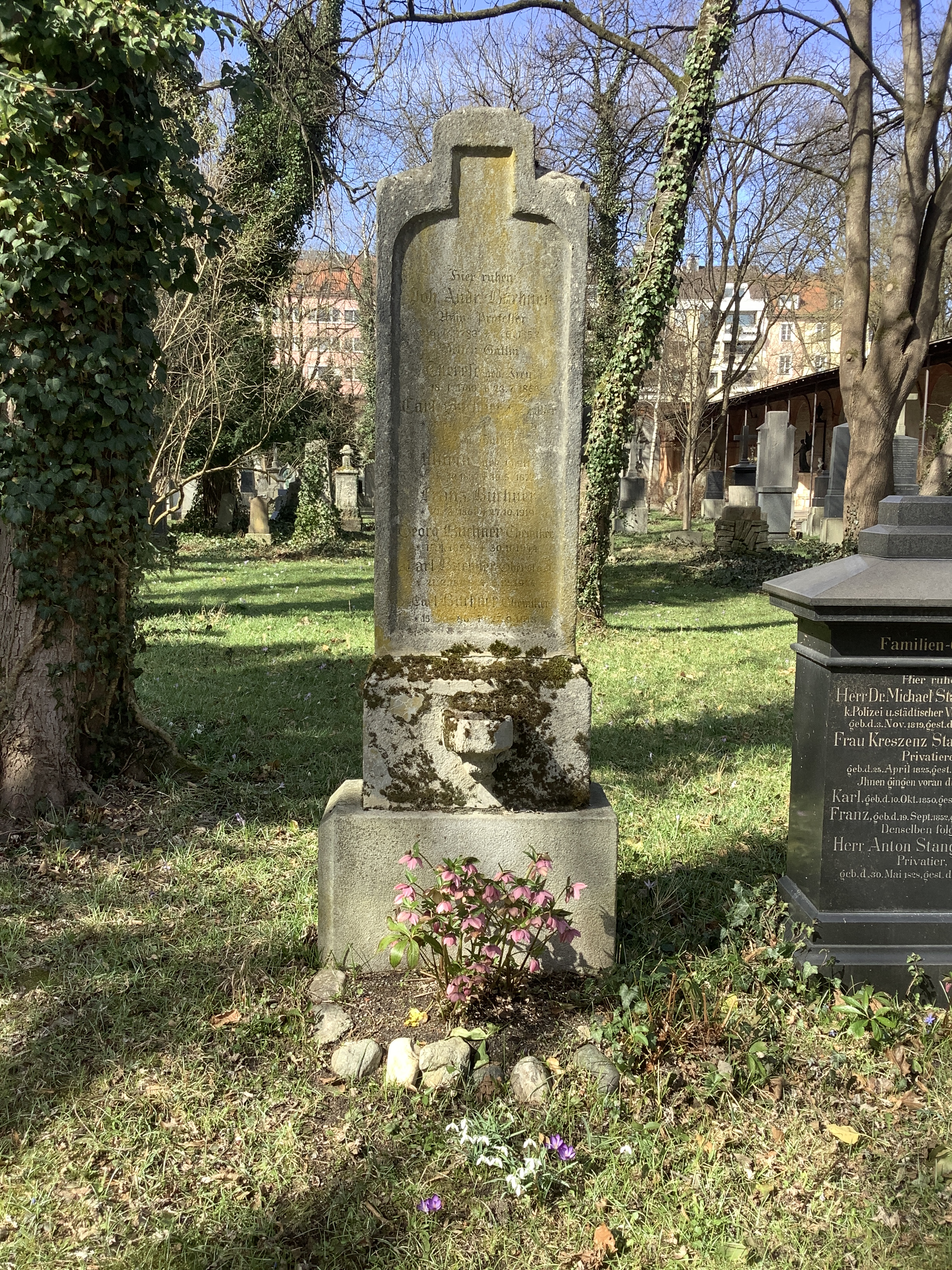
Grab von Johann Buchner auf dem Alten Südlichen Friedhof in München

Die Grabstätte von Johann Buchner befindet sich auf dem Alten Südlichen Friedhof in München (Gräberfeld 29 – Reihe 1 – Platz 19) Standort.

## Nachkomme
Der Sohn von Johann Buchner Ludwig Andreas Buchner (1813–1897) war ebenfalls Pharmakologe.

## Werk
Bereits 1809 entdeckte Buchner im Tegernseer Erdöl das Paraffin.
1828 isolierte Buchner aus der Weidenrinde das Salicin, ein β-Glukosid mit dem Aglykon Saligenin (Salicylalkohol), das im menschlichen Körper eine der Acetylsalicylsäure (Aspirin) vergleichbare Wirkung besitzt. Er erhielt Salicin in einer kleinen Menge nadelförmiger, gelber, bitter schmeckender Kristalle und benannte es nach dem lateinischen salix für Weide.
Buchner entdeckte Solanin in Kartoffeln, Nikotin im Tabaksamen, Berberin in der Berberiswurzel und Aesculin in der Eichenrinde.
- Vollständiger Inbegriff der Pharmacie in ihren Grundlehren und praktischen Theilen : ein Handbuch für Aerzte und Apotheker. Schrag, Nürnberg 1822.
  - T. 3, Bd. 1. Grundriß der Chemie. 1826
  - T. 4, Bd. 3. Grundriß der Zoologie. 1826
  - T. 4, Bd. 2. Achilles Richard's Neuer Grundriß der Botanik und der Pflanzenphysiologie. nach der 4. Originalausgabe / übers von Mart. Balduin Kittel. 1828
  - 2. Grundriß der Physik, als Vorbereitung zur Chemie, Naturgeschichte und Physiologie. 1825
  - 7. Toxikologie. 1822
- Pharmacopoea Borussica oder Preußische Pharmakopoe. mit Carl Wilhelm Juch und W. Raab,  Stein, Nürnberg 4. Aufl. / von W. Raab 1830 Digitalisierte Ausgabe der Universitäts- und Landesbibliothek Düsseldorf

## Zitate
- „Die Geschichte der Pharmazie ist mit jener der Medizin und der Naturwissenschaften, namentlich der Chemie, so innig verwebt, daß es kaum möglich ist, sie getrennt vorzutragen.“[6] (1827)